# Флексагон

Флексагон в процессе разворачивания.

Флексагоны (от англ. to flex, лат. flectere — складываться, сгибаться, гнуться и греч. ωνος — угольник) — плоские модели из полосок бумаги, способные складываться и сгибаться определённым образом. При складывании флексагона становятся видны поверхности, которые ранее были скрыты в конструкции флексагона, а прежде видимые поверхности уходят внутрь.
Многие флексагоны имеют квадратную (тетрафлексагоны) или шестиугольную (гексафлексагоны) форму. Впрочем, существуют флексагоны других форм, включая прямоугольные  и кольцевые.
Для различения плоскостей на секторы флексагона наносят цифры, буквы, элементы изображения или просто окрашивают в определённый цвет.

## История
Первый флексагон был открыт в 1939 году английским студентом Артуром Стоуном, изучавшим тогда математику в Принстонском университете в США. Бумага формата Letter была слишком широкой и не умещалась в скоросшиватель, предназначенный для бумаги формата A4. Стоун обрезал края бумаги и из получившихся полосок стал складывать различные фигуры, одна из которых оказалась тригексафлексагоном.
Вскоре был создан «Флексагонный комитет», в который вошли, кроме Стоуна, аспирант-математик Бриан Таккерман, аспирант-физик Ричард Фейнман и преподаватель математики Джон У. Тьюки.
К 1940 году Фейнман и Тьюки разработали теорию флексагонов, заложив тем самым основания для всех последующих исследований. Теория не была опубликована полностью, хотя отдельные её части впоследствии были открыты заново. Нападение на Пёрл-Харбор приостановило работу «Флексагонного комитета», а война вскоре разбросала всех четырёх его учредителей в разные стороны.
Популярность флексагоны получили после появления в декабрьском номере журнала «Scientific American» за 1956 год первой колонки Мартина Гарднера «Mathematical Games», посвящённой гексафлексагонам.
Флексагоны неоднократно были запатентованы в виде игрушек, но не получили широкого коммерческого распространения.

## Виды флексагонов
Поверхности флексагона могут состоять из равносторонних или равнобедренных треугольников, квадратов, пятиугольников и т. д. Флексагон может допускать появление определённого числа поверхностей; некоторые из них могут быть аномальными (т. е. включающими в себя секторы с разными цифрами). Флексагон заданной формы с заданным количеством плоскостей может быть изготовлен из разных развёрток. Более того, даже одна и та же развёртка может допускать разные варианты сворачивания.

### Наименования флексагонов
Названия многих флексагонов образованы по принципу «приставка (число поверхностей) + приставка (форма) + „флексагон“». Таким образом, первая приставка обозначает, сколько у флексагона поверхностей, которые могут рано или поздно раскрыться, а вторая — на сколько частей разделена каждая такая поверхность. Например, тетратетрафлексагон — это флексагон с четырьмя поверхностями, каждая из которых состоит из четырёх квадратов; гексагексафлексагон — флексагон с шестью поверхностями, каждая из которых состоит из шести треугольников; додекагексафлексагон — флексагон с двенадцатью («додека») поверхностями, каждая из которых состоит из шести («гекса») секторов, и т. д.
Впрочем, общепринятой системы наименований для флексагонов нет. Мартин Гарднер использовал термины «тетрафлексагон» и «гексафлексагон» для обозначения флексагонов, состоящих из квадратов и треугольников соответственно, причём поверхности тетрафлексагона могли состоять из четырёх или шести квадратов. В книге Flexagons Inside Out флексагоны обозначаются по форме секторов (квадратный, пятиугольный и т. п.)
В более позднее время окта- и додекафлексагонами стали называть флексагоны с 8 и 12 треугольными секторами соответственно. Если секторы поверхностей флексагона представляют собой правильные или равнобедренные треугольники, то помимо гексафлексагонов существуют треугольные тетра-, пента-, гепта-, октафлексагоны.
В журналах «Наука и жизнь» использовалась в основном система приставок ИЮПАК.

### Гексафлексагоны

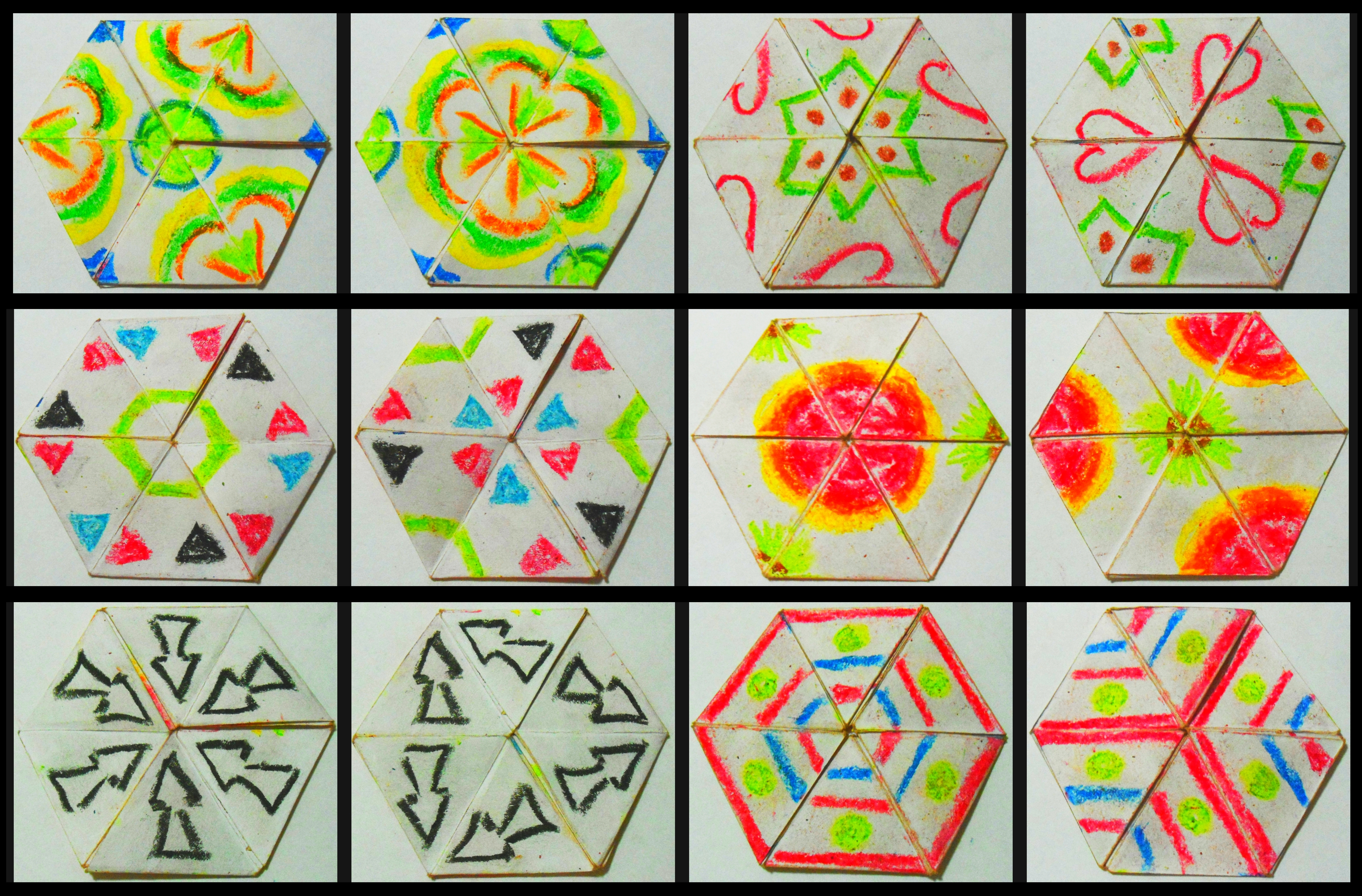
Гексафлексагоны

Гексафлексагон — это флексагон, имеющий форму правильного шестиугольника. Каждая поверхность флексагона состоит из шести треугольных секторов.
Существует множество гексафлексагонов, различающихся по числу поверхностей. Известны гексафлексагоны с тремя, четырьмя, пятью, шестью, семью, девятью, двенадцатью, пятнадцатью, сорока восемью поверхностями; количество плоскостей ограничено лишь тем, что бумага имеет ненулевую толщину.
Число видов гексафлексагонов быстро растёт с увеличением числа его поверхностей: существуют 3 вида гексагексафлексагона, 4 вида гептагексафлексагона, 12 видов октагексафлексагонов, 27 видов эннагексафлексагонов и 82 вида декагексафлексагона.

#### Тригексафлексагон
Соответственно названию, тригексафлексагон — это шестиугольный флексагон с тремя поверхностями. Это самый простой из всех гексафлексагонов (не считая унагексафлексагона и дуогексафлексагона). Он представляет собой сплющенную ленту Мёбиуса.
Тригексафлексагон можно свернуть из полоски бумаги, разделённой на десять равносторонних треугольников. Складывание тригексафлексагона осуществляется методом, носящим название pinch flex, с поворотом на 60° после каждого складывания.

#### Гексагексафлексагон
Гексагексафлексагон — флексагон с шестью шестиугольными поверхностями. Гексагексафлексагон можно изготовить из полоски длиной в 19 треугольников.

### Тетрафлексагоны
Простейший тетрафлексагон (флексагон с квадратными поверхностями) — тритетрафлексагон, имеющий три поверхности. В любой момент видимыми являются лишь две из трёх поверхностей.
Более сложные гексатетрафлексагон и декатетрафлексагон собираются из крестообразной развёртки без использования клея. Тетрафлексагоны с числом плоскостей 4n + 2 также можно изготавливать из квадратных рамок.
Из зигзагообразных полосок бумаги можно изготовить тетратетрафлексагон и другие тетрафлексагоны с числом плоскостей, кратным 4.

### Кольцевые флексагоны
Кольцевой флексагон — флексагон, поверхность которого представляет собой «кольцо» из многоугольников. Для наименования кольцевых флексагонов может быть использована приставка «цирко», например, пентациркодекафлексагон — кольцевой флексагон с пятью плоскостями, состоящими из десяти многоугольников (пятиугольников) каждая; тригемициркогексафлексагон — флексагон с тремя поверхностями, каждая из которых представляет собой кольцо (цирко) из половинок (геми) правильных шестиугольников (гекса).

## Путь Таккермана

Диаграмма пути Таккермана для гексагексафлексагона

Простой способ обнаружить все поверхности гексафлексагона — обход Таккермана — заключается в том, чтобы держать флексагон за один угол и раскрывать модель до тех пор, пока она не перестанет раскрываться, затем повернуть флексагон на 60° по часовой стрелке, взяться за соседний угол и повторить то же самое.
При обходе Таккермана плоскости гексагексафлексагона будут раскрываться в порядке: 1,2,5,1,2,3,4,2,3,1,6,3 (или в обратном порядке), после чего последовательность повторится. Эту последовательность называют путём Таккермана.

## Методы складывания («флексы»)

### Гексафлексагоны
Описанный выше метод складывания гексафлексагона, используемый для обхода всех плоскостей (пути Таккермана), носит название pinch flex. Существуют следующие методы складывания гексафлексагонов:
- pinch flex[20] (выполним на гексафлексагонах с тремя и более плоскостями)
- v-flex[23][24] (выполним на гексафлексагонах с четырьмя и более плоскостями)
- tuck flex[25], «лодочка-гексаэдр»[19] (выполним на гексафлексагонах с четырьмя плоскостями и более)

и др.

## Аномалии
Плоскость флексагона (совокупность секторов), на которой присутствуют разные цифры, называется аномальной плоскостью, а флексагон с видимой аномальной плоскостью (в аномальном положении) — аномальным флексагоном. Появление аномальных плоскостей возможно на флексагонах достаточно высокого порядка, например, на гексагексафлексагоне, додекагексафлексагоне. Простейшим гексафлексагоном, допускающим появление аномалий, является тетрагексафлексагон. Для достижения аномальных плоскостей используются методы складывания, отличные от «стандартного» pinch flex.

### Книги
- Мартин Гарднер. Математические головоломки и развлечения = Mathematical Puzzles and Diversions / Пер. Ю. А. Данилова, под ред. Я. А. Смородинского. — 2-е. — М.: Мир, 1999. — ISBN 5-03-003340-8.
- Les Pook. Flexagons Inside Out (англ.). — Cambridge University Press. — 182 p. — ISBN 0-521-81970-9.
- Les Pook. Serious Fun with Flexagons: A Compendium and Guide (англ.). — 2009 edition (August 17, 2009). — Springer. — 346 p. — ISBN 978-90-481-2502-9.

### Статьи
- А. А. Панов. Флексагоны, флексоры, флексманы // Квант. — 1988. — № 7. — С. 10—14.
- И. Кан. Аномальные флексагоны // Квант. — 1992. — № 10. — С. 57—59.
- Флексагоны // Наука и жизнь. — 1970. — № 1. — С. 124—125. Тригексафлексагон
- Флексагоны // Наука и жизнь. — 1970. — № 2. — С. 68—69. Гексагексафлексагон, путь Таккермана
- Флексагоны // Наука и жизнь. — 1970. — № 3. — С. 154—155. Другие гексафлексагоны
- Флексагоны // Наука и жизнь. — 1970. — № 8. — С. 149. Переписка с читателями
- Флексагоны // Наука и жизнь. — 1972. — № 3. — С. 142—143. Тетрафлексагоны
- Флексагоны // Наука и жизнь. — 1972. — № 4. — С. 107. Флексотрубка Стоуна
- Флексагоны // Наука и жизнь. — 1975. — № 7. — С. 154—155. Флексотрубка Стоуна (продолжение)
- Флексагоны // Наука и жизнь. — 1975. — № 9. — С. 121—123. Гексатетрафлексагон, декатетрафлексагон, приставки IUPAC
- И. Константинов. Флексагонными тропами // Наука и жизнь. — 1977. — № 2. — С. 92—96, V. Туннельный перевод
- Флексагоны // Наука и жизнь. — 1977. — № 8. — С. 98—99. Пространственные модели диаграмм перевода. Пентациркодекафлексагон
- И. Кан. Гемитетрафлексагоны // Наука и жизнь. — 1992. — № 4. — С. 126—127. Гемитетрафлексагоны
- И. Кан. Гемитетра- и гемигексафлексагоны // Наука и жизнь. — 1993. — № 11. — С. 150—152.
- И. Кан. Треугольные флексагоны // Наука и жизнь. — 1993. — № 12. — С. 42—43.